# Łęczysk
Łęczysk – część miasta Ostrołęka w Polsce położona w województwie mazowieckim.
Dawniej wieś.

## Historia
W latach 1921–1936 wieś leżała w województwie białostockim, w powiecie ostrołęckim, w gminie Rzekuń.
Według Powszechnego Spisu Ludności z 1921 roku wieś zamieszkiwało 27 osób w 4 budynkach mieszkalnych. Miejscowość należała do parafii rzymskokatolickiej w Rzekuniu. Podlegała pod Sąd Grodzki w Ostrołęce i Okręgowy w Łomży.
W 1936 dokonano zmian granic Ostrołęki włączając Łęczysk w granice miasta.